# 영국의 식민지 목록
이 내용은 영국이 가졌던 식민지에 대한 내용을 서술한다.
이 내용은 영국의 식민지에(현재도 식민지인 나라도 있고
식민지가 아닌 나라도 있다.) 대한 내용이다.

### 아시아
- 인도 제국
  -  인도
  -  영국령 실론
  -  파키스탄
  -  미얀마영국령 버마
  -  방글라데시
- 몰디브
- 아프가니스탄(영국령 아프가니스탄)
- 이라크 위임통치령
- 트란스요르단
- 이란
- 영국령 팔레스타인
- 사우디아라비아
- 아랍에미리트
- 바레인
- 카타르
- 쿠웨이트
- 틀:나라자료 영국령 싱가포르
- 틀:나라자료 영국령 브루나이
- 틀:나라자료 영국령 왕립식민지
- 영국령 홍콩

### 영국령 아메리카
- 틀:나라자료 영국령 캐나다
  - 틀:나라자료 어퍼 캐나다
  - 틀:나라자료 캐나다 보호령
  - 틀:나라자료 로어 캐나다
- 틀:나라자료 13개 식민지
  - 워싱턴주, 오리건주, 아이다호주, 몬태나주 북서부, 와이오밍주 일부분은 오리건 컨트리라는 이름으로 통치
  - 미네소타주 북동부, 위스콘신주, 미시간주, 일리노이주, 인디애나주, 오하이오주, 켄터키주, 테네시주, 미시시피주, 앨라배마주는 파리 조약에 의해 식민지에서 제외
  - 루이지애나주 일부, 미시시피주와 앨라배마주 남부, 플로리다주는 1763년부터 1783년까지만 통치
  - 조지아주, 사우스캐롤라이나주, 노스캐롤라이나주, 버지니아주, 웨스트버지니아주, 메릴랜드주, 델라웨어주, 펜실베이니아주, 뉴저지주, 뉴욕주, 코네티컷주, 로드아일랜드주, 매사추세츠주, 버몬트주, 뉴햄프셔주, 메인주는 1783년부터 식민지에서 제외
  - 노스다코타주 대부분, 사우스다코타주 일부, 미네소타주 북서부는 1818년 미국에 매각됨
- 틀:나라자료 영국령 바하마
- 틀:나라자료 영국령 온두라스
- 서인도 연방
  -  도미니카 연방
  -  세인트루시아
  -  세인트빈센트 그레나딘
  -  바베이도스
  -  그레나다
  -  트리니다드 토바고
  -  앤티가 바부다
  -  자메이카
- 세인트키츠 네비스
- 틀:나라자료 영국령 가이아나

### 유럽
- 몰타
- 아일랜드

### 오세아니아
- 오스트레일리아(호주)
- 뉴질랜드
- 피지
- 솔로몬 제도
- 키리바시
- 투발루
- 통가
- 바누아투 (프랑스와 공동으로 통치하였음.)
- 틀:나라자료 영국령 사모아

## 아프리카
- 케이프 식민지
- 오렌지강 식민지
- 영국령 카메룬